# Androctonus bicolor
Espèce
Androctonus bicolor est une espèce de scorpions de la famille des Buthidae.

## Distribution
Cette espèce se rencontre en Égypte et en Israël.

## Description
Les mâles mesurent de 56 à 62 mm et les femelles de 64 à 81 mm.

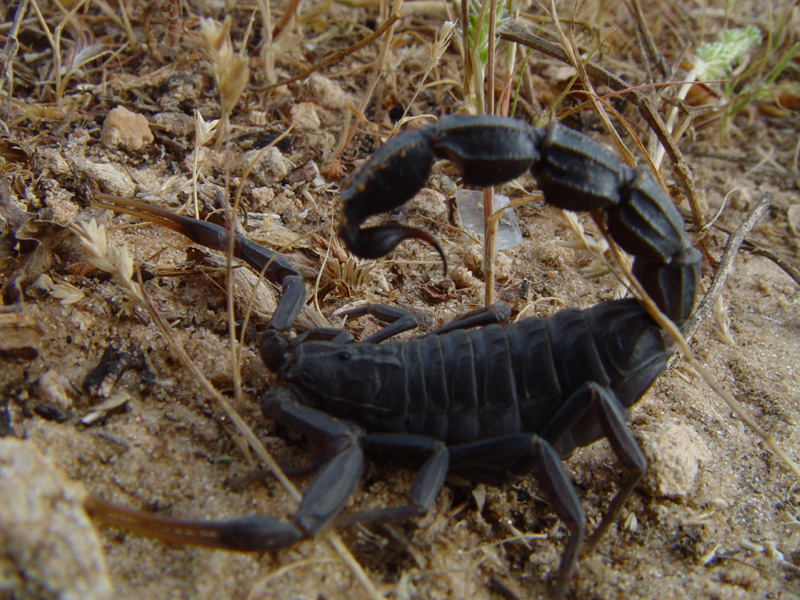
Androctonus bicolor

Ce scorpion est de couleur foncée, allant du brun chocolat au noir. Il possède de longues pinces fines, dont l'extrémité est plus claire que le reste du corps. La queue est à la fois longue et large, et le telson très apparent bien que relativement fin.
La durée de gestation est de 4 à 7 mois et la taille d'une portée varie de 30 à 100 individus.
Il y a 7 à 9 stades avant l'âge adulte.
L'espérance de vie est de 3 à 5 ans dont 2 ans pour atteindre l'âge adulte.

## Publication originale
- Hemprich & Ehrenberg, 1828 : Zoologica II. Arachnoidea. Symbolae physicae seu icones et descriptiones animalium evertebratorum sepositis insectis quae ex itinere per Africam borealem et Asiam occidentalem. Berolini, Officina Academica, (texte intégral).